# Cinder Hill
Cinder Hill är en kulle i Antarktis. Den ligger i Östantarktis. Nya Zeeland gör anspråk på området. Toppen på Cinder Hill är 305 meter över havet.
Terrängen runt Cinder Hill är varierad. Havet är nära Cinder Hill åt sydväst. Trakten är obefolkad. Det finns inga samhällen i närheten. 